# 佐波神社 (西伊豆町)
佐波神社（さわじんじゃ）は、静岡県賀茂郡西伊豆町仁科にある神社。伊豆国の式内社の1つである。

## 概要
創建不詳だが、式内社なので『延喜式神名帳』が作られた延長5年（927年）以前に遡る。
社名の「佐波（さわ）」は地名の「澤/沢」と同語源。
元々は三島明神と八幡宮が海辺（現・仁科港/鴨ケ池遺跡）に並立していたが、津波の影響で慶長14年（1609年）に現在地に移され、文政6年（1823年）3月に一社に合祀された。
11月2日〜3日の例大祭では、伊豆地区で5ヶ所（町内では3ヶ所）のみが伝承する、県指定無形民俗文化財である「人形三番叟」が披露される。（ちなみに、残る4ヶ所は、町内では宇久須地区の牛越(うしこし)神社と、仁科(中)地区の(海名野)神明神社の2ヶ所、町外では南伊豆町子浦の伊鈴川(五十鈴川/いすずがわ)神社と、伊豆市中伊豆地区の小川神社の2ヶ所。）

## 祭神
- 廣幡八幡大神
- 積羽八重事代主命